# Marienforster Straße 52

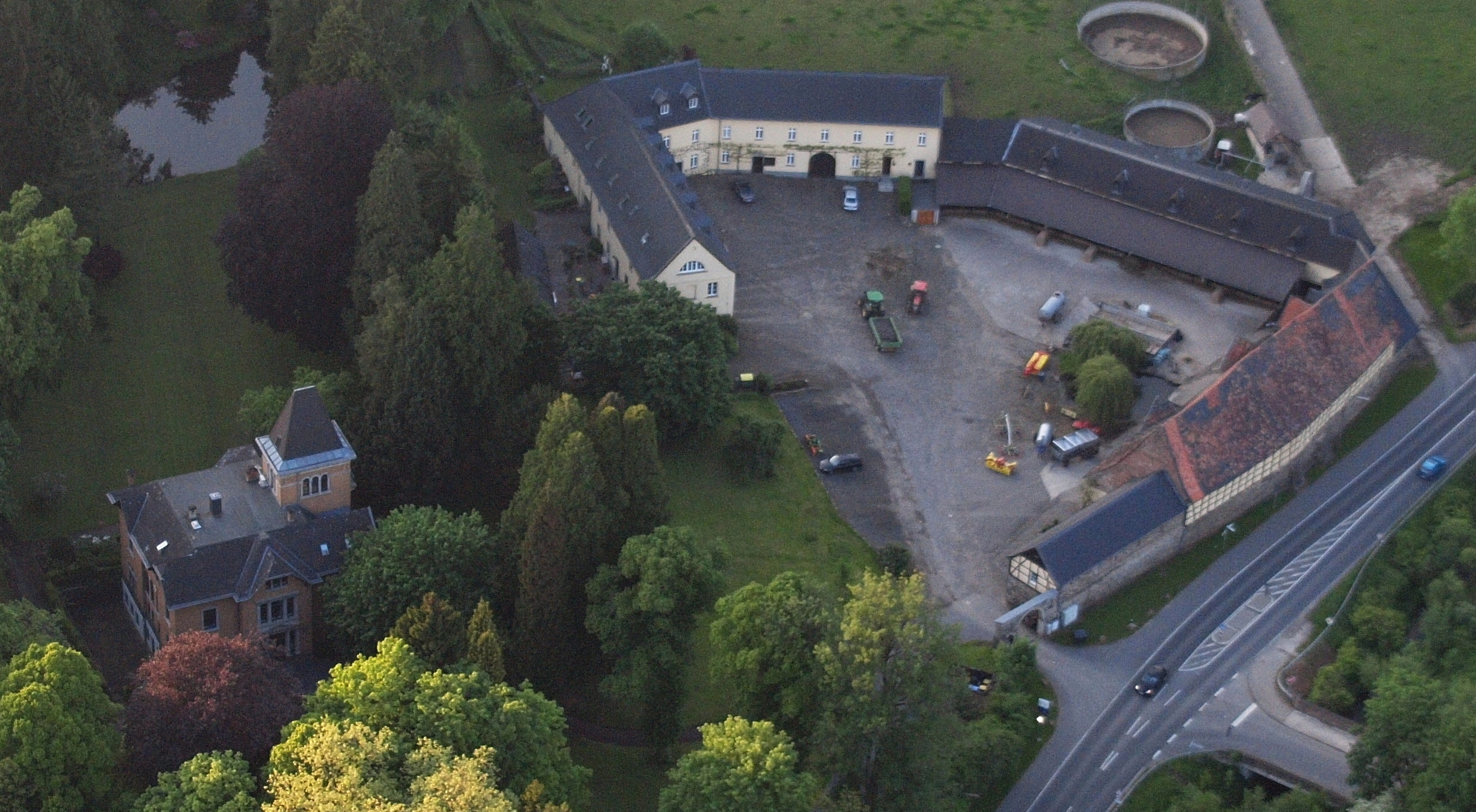
Luftaufnahme des Guts Marienforst, links die Villa (2013)

Das Gebäude Marienforster Straße 52 (auch als Villa Marienforst und Villa Engels bekannt) ist eine Villa im Bonner Stadtbezirk Bad Godesberg, die 1883 errichtet wurde. Sie liegt am Rande des Ortsteils Schweinheim außerhalb der geschlossenen Ortschaft an der Landesstraße 158 (Bad Godesberg–Pech). Die Villa steht als Teil des Guts Marienforst als Baudenkmal unter Denkmalschutz.

## Geschichte

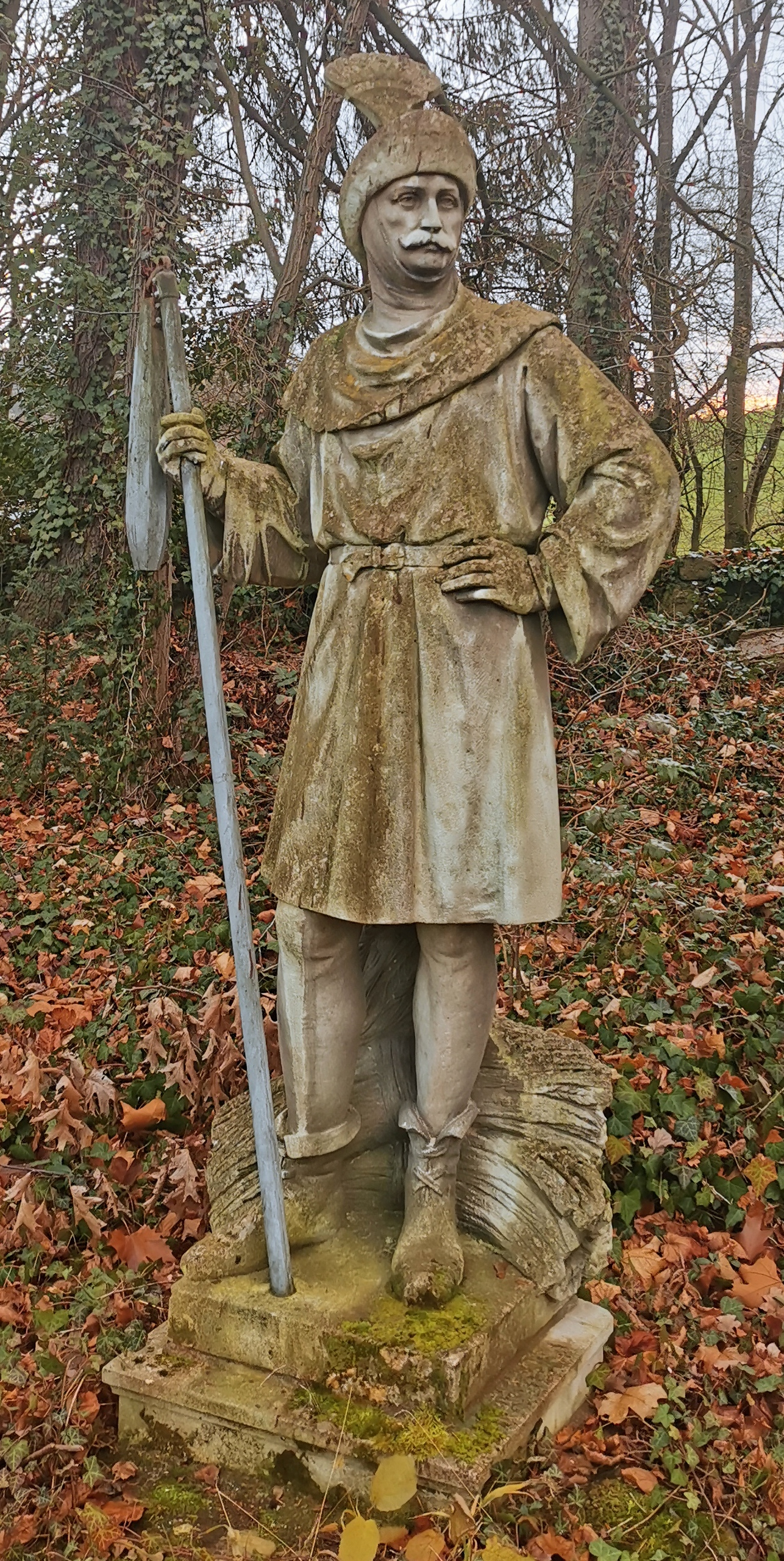
Sandsteinskulptur im Park vor der Villa Marienforst

Die Villa entstand am Ort des Mitte des 12. Jahrhunderts gegründeten und 1802 säkularisierten Klosters Marienforst, das anschließend zum landwirtschaftlichen Gutshof umfunktioniert wurde. 1878 hatte Friedrich August Engels (1850–1921), Sohn eines Fabrikbesitzers aus Barmen (heute Wuppertal), das Gut erworben. 1883 ließ er auf dem Grundstück die Villa errichten. Sie blieb als Teil des Guts im Besitz der Familie Engels, bis dieses 1929/30 an Theodor Wilhelm Huttrop aus dem Essener Stadtteil Huttrop verkauft wurde.
1974/75 richtete die Republik Indien in der Villa die zuvor in Köln-Marienburg (Rondorfer Straße 9) befindliche Residenz ihrer Botschaft, den Wohnsitz des Botschafters in der Bundesrepublik Deutschland am Regierungssitz Bonn ein. Sie gehörte zu den wenigen Residenzen, die sich in ländlicher Umgebung befanden. Die Ausstattung erfolgte in landestypischer Innenarchitektur und Kunsthandwerk.  Im Zuge der Verlegung des Regierungssitzes zog die indische Botschaft 1999 nach Berlin um (→ Indische Botschaft in Berlin). Spätestens 2002 fand die Villa eine neue Nutzung als Standort eines Telekommunikationsdiensteanbieters. Anschließend war sie als Mietobjekt Sitz der Nexiga GmbH (bis 2014 infas geodaten GmbH), eines Anbieters für Geomarketing-Lösungen und vormaliger Ausgründung des Infas Institut für angewandte Sozialwissenschaft mit etwa 30 Mitarbeitern. Heute ist dort der Sitz der Deutschen Institution für Schiedsgerichtsbarkeit e. V. (DIS) untergebracht.